# Triaenodes esakii
Triaenodes esakii är en nattsländeart som beskrevs av Tsuda 1941. Triaenodes esakii ingår i släktet Triaenodes och familjen långhornssländor. Inga underarter finns listade i Catalogue of Life.